# 勞丘瓦格特肯湖
67°47′30″N 168°44′02″E / 67.7917°N 168.7338°E
勞丘瓦格特肯湖（羅馬化：Rauchuvagytkyn），别称勞丘瓦格特根湖（羅馬化：Rauchuvagytgyn），是俄羅斯的湖泊，位於該國東北部楚科奇自治區，由恰翁區負責管轄，長4.3公里、寬1.8公里，面積5.73平方公里，海拔高度613米，集水區面積218平方公里，平均水深15米，最大水深20米。